# Еміліо Леньяні
Еміліо Леньяні (італ. Emilio Legnani, 3 березня 1918, Мілан — 23 серпня 2006, Генуя) — італійський військовик, учасник Другої світової війни, нагороджений Золотою медаллю «За військову доблесть».

## Біографія
Еміліо Леньяні народився 3 березня 1918 року в Мілані в сім'ї морського офіцера Антоніо Леньяні. У 1938 році вступив до Військово-морської академії в Ліворно, яку закінчив у 1940 році. Ніс службу на лінкорах «Джуліо Чезаре» та «Літторіо». Під час британського нападу на Таранто 11 листопада 1940 року Еміліо Леньяні зумів погасити сигнальні вогні навколо «Літторіо», зробивши його менш помітним для ворожої авіації. За це був  нагороджений хрестом «За військову доблесть».
У січні 1941 року Еміліо Леньяні отримав звання молодшого лейтенанта і був переведений до складу 10-ї флотилії MAS. Його дивізіон спочатку діяв в Тірренському. Пізніше Леньяні служив у складі 4-ї флотилії MAS, що діяла в Чорному морі. У липні 1942 року отримав звання лейтенанта.
3 серпня 1942 року катер MAS 568, яким керував Леньяні, атакував радянський крейсер «Молотов» (згодом виведений з ладу авіацією на рік), за що був нагороджений Золотою медаллю «За військову доблесть».
Після повернення до Італії ніс службу у складі 10-ї флотилії MAS в Адріатичному морі. Після капітуляції Італії 8 вересня 1943 року Еміліо Леньяні опинився на території, окупованій німцями, проте відмовився від співпраці з ними.
Повернувся на службу у 1945 році. Командував тральщиками, що розміновували води Адріатики. Пізніше командував корветом «Газелла». 
У 1952 році отримав звання капітана III рангу. Ніс службу у Військово-морському командуванні в Генуї. У 1953 році закінчив Інститут морської війни (італ. Istituto di Guerra Marittima). Того ж року вийшов у запас. У 1961 році отримав звання капітана II рангу.
Помер 23 серпня 2006 року в Генуї.

## Нагороди
- Золота медаль «За військову доблесть»
- Хрест «За військову доблесть»
- Хрест «За військові заслуги» (нагороджений тричі)
- Кавалер Ордена Корони Італії
- Кавалер Ордена «За заслуги перед Італійською Республікою»